# Scotiazetes aelleni
Scotiazetes aelleni är en kvalsterart som först beskrevs av Sandór Mahunka 1979.  Scotiazetes aelleni ingår i släktet Scotiazetes och familjen Ceratozetidae. Inga underarter finns listade i Catalogue of Life.